# Mănăstirea Antim
Mănăstirea Antim este o mănăstire din București, monument istoric (cod LMI B-II-a-A-18971).

## Istoric
Mănăstirea Antim, ctitorită de marele ierarh Antim Ivireanul, a fost ridicată în perioada anilor 1713 – 1715 pe locul unde era o veche biserică de lemn cu hramul Sfântul Nicolae, în care se păstra Mirul, nu departe de dealul Mitropoliei, la aproape două sute de metri spre apus.
Inițial, mănăstirea avea forma unei cetăți, cu biserica în centru; pe laturile care descriu perimetrul unui pătrat erau chiliile, iar în fiecare colț era câte un turnuleț.
Realizarea artistică a mănăstirii reprezintă o mărturie elocventă a vieții culturale bucureștene de la începutul secolului XVIII-lea. Întregul complex – biserică, chilii, paraclis, clopotniță, case egumenești – a fost executat, atât arhitectonic cât și pictural, potrivit planurilor întocmite de marele ierarh.
Biserica este singura ridicată în sec al XVIII-lea cu planul în formă treflată; ferestrele sunt mari, cu ancadramente sculptate în piatră; rozete mari și bogate, pridvorul este deschis cu portal monumental, capitelurile și piedestalurile coloanelor sunt frumos ornamentate cu motive florale. Dimensiunile geometrice ale bisericii sunt 30 metri lungime și 10 metri lățime, naosul cu două ferestre la fiecare absidă amintind de structura vechilor biserici sârbești .
La restaurarea din 1863 s-au adăugat amvonul și cafasul, executate din lemn de stejar, de către Carol Storck, și având același model sculptural cu stranele.
Deasupra ușii de la intrare, sub pisanie, se află decorația sculptată a emblemei Sfântului Antim, melcul, simbol al credinței și smereniei, încadrat de o cunună de lauri și având în partea superioară o stea. Aceeași formă de melc a avut-o și prima cheie a ușii bisericii, fierăria broaștei aflându-se din 1855 în Muzeul Național.
Sculptată de Sfântul Antim însuși, ușa masivă de lemn de stejar de la intrarea în biserică, depășind în frumusețe toate realizările artistice de același gen din vremea sa, capătă strălucirea unei taine duhovnicești: nu putem intra în biserică decât prin lucrarea Păstorului care are ca „descuietoare” credința și smerenia.
Tradiția menționează că toate sculpturile din piatră ale tâmplei, ale picioarelor coloanelor și ale ancadramentelor, ca și pictura din biserica mare și din paraclis, au fost executate după schițele mitropolitului ctitor, care a și pictat câteva icoane pe fresca zidurilor, alături de Preda Zugravul; pictate de el sunt și cele două icoane: 
icoana Tuturor Sfinților și Icoana celor patru sfinți (Alexie, Nicolae, Antim și Agata). Tâmpla de piatră, originală, a fost remontată în anul 1966, adăugându-i-se icoanele împărătești și cele praznicale, executate din mozaic.
Numele Mănăstirii Antim este legat de Holocaustul din România prin participarea călugărilor la Pogromul din 1941. În 22 ianuarie 1941, sub conducerea ieromonahului Nicodem Ioniță, călugării de la Antim s-au înarmat, au jefuit și au aruncat în aer sinagoga din apropiere, apoi au terorizat locuitorii evrei din cartier. O parte dintre călugări veneau de la Seminarul Teologic de la Cernica, o pepinieră legionară.
În prezent, ansamblul mănăstiresc, monument istoric valoros, găzduiește, în afara mănăstirii propriu-zise, o parte a administrației patriarhale, precum și biblioteca Sfântului Sinod.
Mănăstirea Antim este reședință a episcopilor vicari patriarhali.

### Inscripții
Nicolae Iorga a publicat inscripția (pisania) de deasupra ușii de la intrarea în biserică. Inscripția este în limba greacă. Traducerea lui Iorga este redată mai jos.
Biserica asta, a tutor Sfintilor hramul,
S'a facut cu vrerea lui Dumnezeu, fire-a tuturora,
Supt Stefan cel ce poarta numele Cantacuzino,
Stapin stralucit al Terii-Romanesti vestite,
De catre-arhipastorul Antim Ungrovlahul,
Cel din Ivir, - cum se vede, din temelie.
Ca inchinatorii zeilor fata de Dumnezeu,
Ca David fii si in biserica Sfintilor (?)
In anul de la Mintuire 1715.
Alte inscriptii redate de Iorga includ pomelnicul manastirii inscris pe triptic, pe lemn. 
Pe aripa stinga:
Aici se pomenesc buni, credinciosi Domni: Io Costandin Voevod Brancovean, Io Stefanu Voevod Cantacozino, Io Niculae Voevod Maurocordat, Io Grigorie Voevod Ghiga, Io Mihai Voevod Racovita, Io Costantin Vv Niculae.
La mijloc:
Pomelnicul lui Pahomie monahu Bojoreanu si alu fiiu-sau Costandin Postelnic, care s'au ingropatu in tinda bisericii, Costandin Post., si s'au dat la manastirea de la toti Sfintii danie de s'au zugravitu si s'au poleit tamplele bisearicii cu tl. 174, si s'au datu si 4 suflete de Tigani si 4 boi si 4 vaci si 40 de matchi da stupi, ca sa se pomeneasca la sfantul jarvanicu, si sa se caute la 3-4 ani, dupa obiceaiu. Si s'au scris la leat 7255 [1746-7].
Pahomie monahu, Costandinu, Ilinca, Chiril monahu, Martha monahiia, Nicolae, Ioanu, Mihai, Balasa, Anca, Aspra, Mariia, Marica, Dima, Theodosiia monahiia, Goranu, Anca, Vladul, Albul, Stefanu monahu, Marica, Tudoru, Ioana, Aspra, Ilinca, Balasa, Alixandru, Anca... eca, Stan, Preda, Balasa, Neagu, Safta monahiia, Salomia monahiia, Silevestru monah, Theodosie monah, Pirvul, Draghici, Mihail..., Rafail monah, Niculae monah, Barbul, Draghici, Gheorghie, Stanca, Safta Sanda, Despa, Idita, Anca, Gheorghie.
Pe aripa dreapta, lista Mitropolitilor: Antim, Daniil, Stefan, Neofit, Filaret, apoi Partenie proegumen de Arges, shimonah, arhiepiscopul de Arges Iosif (ale carui versuri intru slava lui Antim au fost acoperite de mosaicul de jos), si episcopul Grigorie de Arges.
In paraclis e pictat chipul boierului Matei Roset si al sotiei lui.
Pe unul din stâlpii care separa naosul de pronaos, la 1911 se putea vedea ("se ghicesc mai mult decit se citesc") inscriptia de mai jos - Epitaful primului Episcop al Argesului Iosif. Aceasta inscriptie a fost redata de Virgil Draghiceanu
Desi sunt neinsufletit,
Stalp de piatra intarit,
Omule si de la mine
Poti afla de-i  vrea un bine.
Eu am trei frati potriviti,
Tototdata aici infipti,
Deoparte si de alta,
Doi in stinga unu'n dreapta.
Cauta la noi si vezi
Ca sa te incredintezi,
Ca si pietrele unite,
Pentru folos potrivite,
Cat de multa greutate,
Lesne poate sa o poarte.
[...] 
De dinsul intai zidit,
Iar pe urma prenoit
De chiar Iosif intaiul,
Episcopul Argesul.
Carele se odihneste
Drept mine aici trupeste
Dandu-si obstescul sfarsit
Trupu ce au vietuit
O viata laudat,
Vrednic de mare plata,
Si de cinste omeneasca,
Si de slava cea cereasca.
[Vesnica] lui pomenire
Dela Domnul rasplatire.

## Galeria duhovnicilor mănăstirii

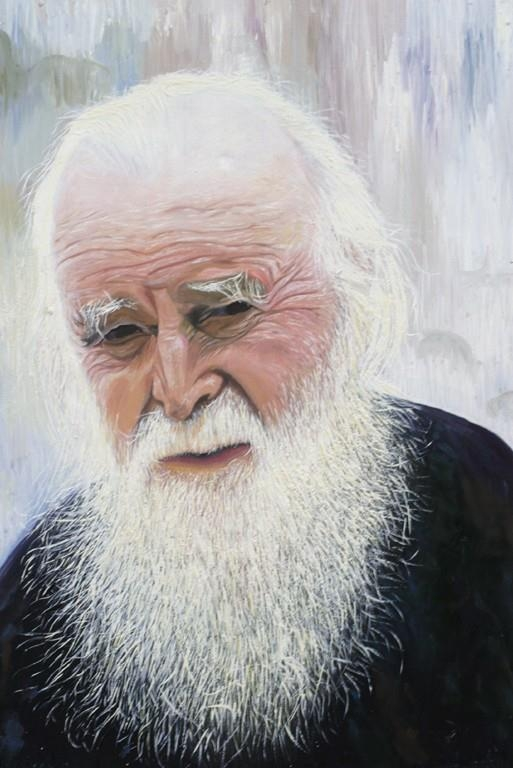
Sofian Boghiu
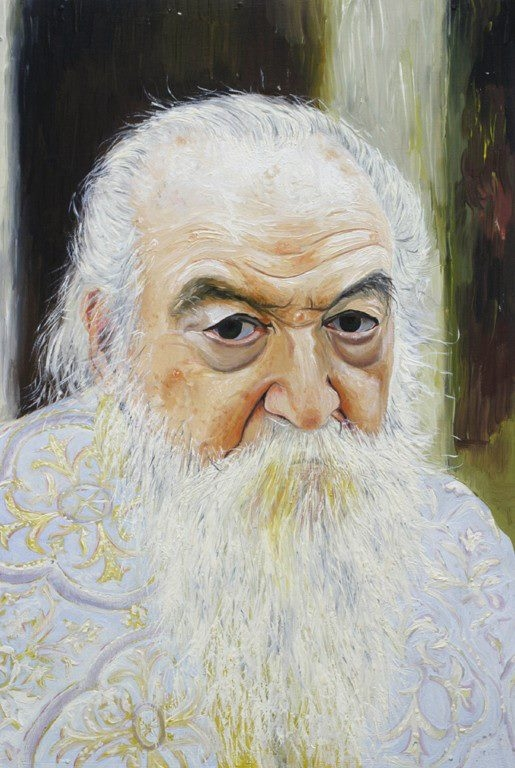
Adrian Făgețeanu
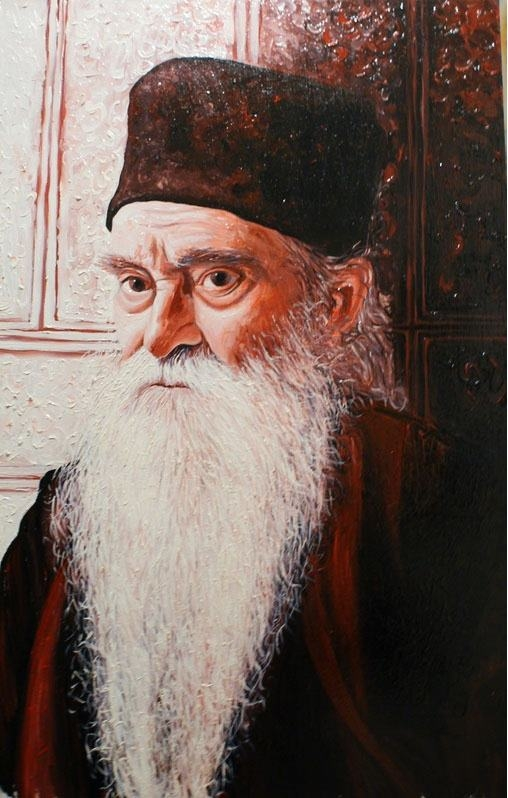
Arsenie Papacioc